# Susanne Jurkowski
Susanne Jurkowski ist eine deutsche Psychologin.

## Leben
Sie erwarb 2005 das Diplom in Psychologie an der Universität Trier. Nach der Promotion 2010 zur Dr. phil. bei Martin Hänze und Frank Lipowsky an der Universität Kassel war sie von 2016 bis 2017 W2-Professorin für Erziehungswissenschaft mit dem Schwerpunkt Schulische Diagnose und Förderung an der Ruhr-Universität Bochum. Nach der Venia Legendi 2018 für Psychologie und Empirische Bildungsforschung an der Universität Kassel war sie von 2017 bis 2018 W2-Hochschuldozentin für Schulpädagogik mit Schwerpunkt Inklusion an der Universität Konstanz. Seit 2018 ist sie Professorin für Inklusive Bildungsprozesse mit Schwerpunkt emotionale und soziale Entwicklung an der Universität Erfurt.
Ihre Forschungsschwerpunkte sind Diagnostik und Förderung sozial-emotionaler Fähigkeiten, kooperatives Arbeiten und Lernen, individuelle Lernförderung, multiprofessionelle Unterrichtsteams und Lehrer*innenbildung.

## Schriften (Auswahl)
- Soziale Kompetenzen und Lernerfolg beim kooperativen Lernen. Kassel 2011, ISBN 978-3-86219-020-1.